# Coigneux
Coigneux (Cognu en Picard) est une commune française située dans le département de la Somme, en région Hauts-de-France et au bord de l'Authie.

## Géographie

### Nature du sol et du sous-sol
Le sol de la commune est de nature calcaire, argileuse et caillouteuse. Le sol de la vallée est fait d'alluvions sur fond de cailloux.

### Relief, paysage, végétation
Le relief de la commune est celui de la naissance d'une vallée et du massif crayeux des collines de l'Artois.

### Hydrographie

#### Réseau hydrographique
La commune est située dans le bassin Artois-Picardie. Elle est drainée par l'Authie et un autre petit cours d'eau.
L'Authie, d'une longueur de 108 km, prend sa source dans la commune au lieu-dit la Fontaine du Rossignol, du nom de la colline qui la surplombe. L'eau sort notamment à travers un muret aménagé où trois rigoles alimentent un petit cours d'eau, le Couin, qui prend ensuite le nom d'Authie et se jette dans la Manche après un périple de 103 km.et se jette  dans la Manche, son embouchure formant une vaste baie, comprise entre Fort-Mahon-Plage et Berck, typique des estuaires picards.
Ce réseau de sources primaires est le plus souvent tari à cause, notamment, d'un prélèvement d'eau excessif dans la nappe phréatique. Le mois de mai a été en eau en 2020. Des aménagements ont été effectués en 2010. Les promeneurs peuvent profiter d'un circuit pédestre de 9 kilomètres, au départ de l'église de Coigneux. Plus loin, le fleuve est alimenté en aval à Couin par d'autres sources secondaires.

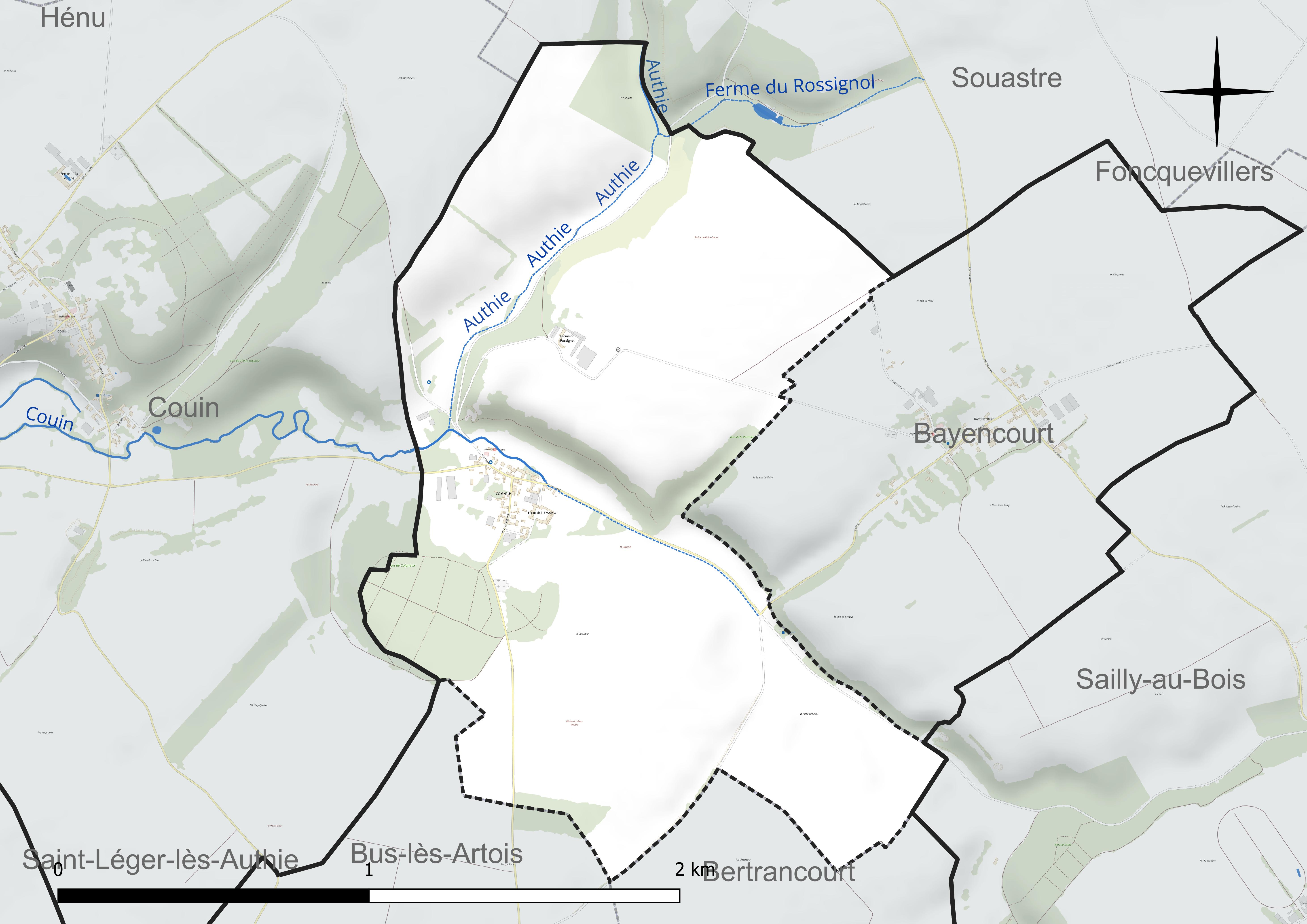
Réseau hydrographique de Coigneux.

#### Gestion et qualité des eaux
Le territoire communal est couvert par le schéma d'aménagement et de gestion des eaux (SAGE) « Authie ». Ce document de planification concerne un territoire de 1 253 km2 de superficie, délimité par le bassin versant de l'Authie. Le périmètre a été arrêté le 5 août 1999 et le SAGE proprement dit est, en 2024, en cours d'élaboration. La structure porteuse de l'élaboration et de la mise en œuvre est le syndicat mixte Canche Et Authie.
La qualité des cours d'eau peut être consultée sur un site dédié géré par les agences de l'eau et l'Agence française pour la biodiversité.

### Climat
Pour des articles plus généraux, voir Climat des Hauts-de-France et Climat de la Somme.
En 2010, le climat de la commune est de type climat océanique dégradé des plaines du Centre et du Nord, selon une étude du CNRS s'appuyant sur une série de données couvrant la période 1971-2000. En 2020, Météo-France publie une typologie des climats de la France métropolitaine dans laquelle la commune est exposée à un climat océanique et est dans la région climatique Nord-est du bassin Parisien, caractérisée par un ensoleillement médiocre, une pluviométrie moyenne régulièrement répartie au cours de l'année et un hiver froid (3 °C).
Pour la période 1971-2000, la température annuelle moyenne est de 9,9 °C, avec une amplitude thermique annuelle de 14,8 °C. Le cumul annuel moyen de précipitations est de 816 mm, avec 12,8 jours de précipitations en janvier et 9,2 jours en juillet. Pour la période 1991-2020, la température moyenne annuelle observée sur la station météorologique la plus proche, située sur la commune de Saulty à 9 km à vol d'oiseau, est de 10,4 °C et le cumul annuel moyen de précipitations est de 899,7 mm,. Pour l'avenir, les paramètres climatiques de la commune estimés pour 2050 selon différents scénarios d'émission de gaz à effet de serre sont consultables sur un site dédié publié par Météo-France en novembre 2022.

## Urbanisme

### Typologie
Au 1er janvier 2024, Coigneux est catégorisée commune rurale à habitat très dispersé, selon la nouvelle grille communale de densité à sept niveaux définie par l'Insee en 2022.
Elle est située hors unité urbaine et hors attraction des villes,.

### Occupation des sols
L'occupation des sols de la commune, telle qu'elle ressort de la base de données européenne d'occupation biophysique des sols Corine Land Cover (CLC), est marquée par l'importance des territoires agricoles (93,9 % en 2018), une proportion identique à celle de 1990 (93,9 %). La répartition détaillée en 2018 est la suivante : 
terres arables (64,4 %), prairies (26,3 %), forêts (6,1 %), zones agricoles hétérogènes (3,2 %). L'évolution de l'occupation des sols de la commune et de ses infrastructures peut être observée sur les différentes représentations cartographiques du territoire : la carte de Cassini (XVIIIe siècle), la carte d'état-major (1820-1866) et les cartes ou photos aériennes de l'IGN pour la période actuelle (1950 à aujourd'hui).

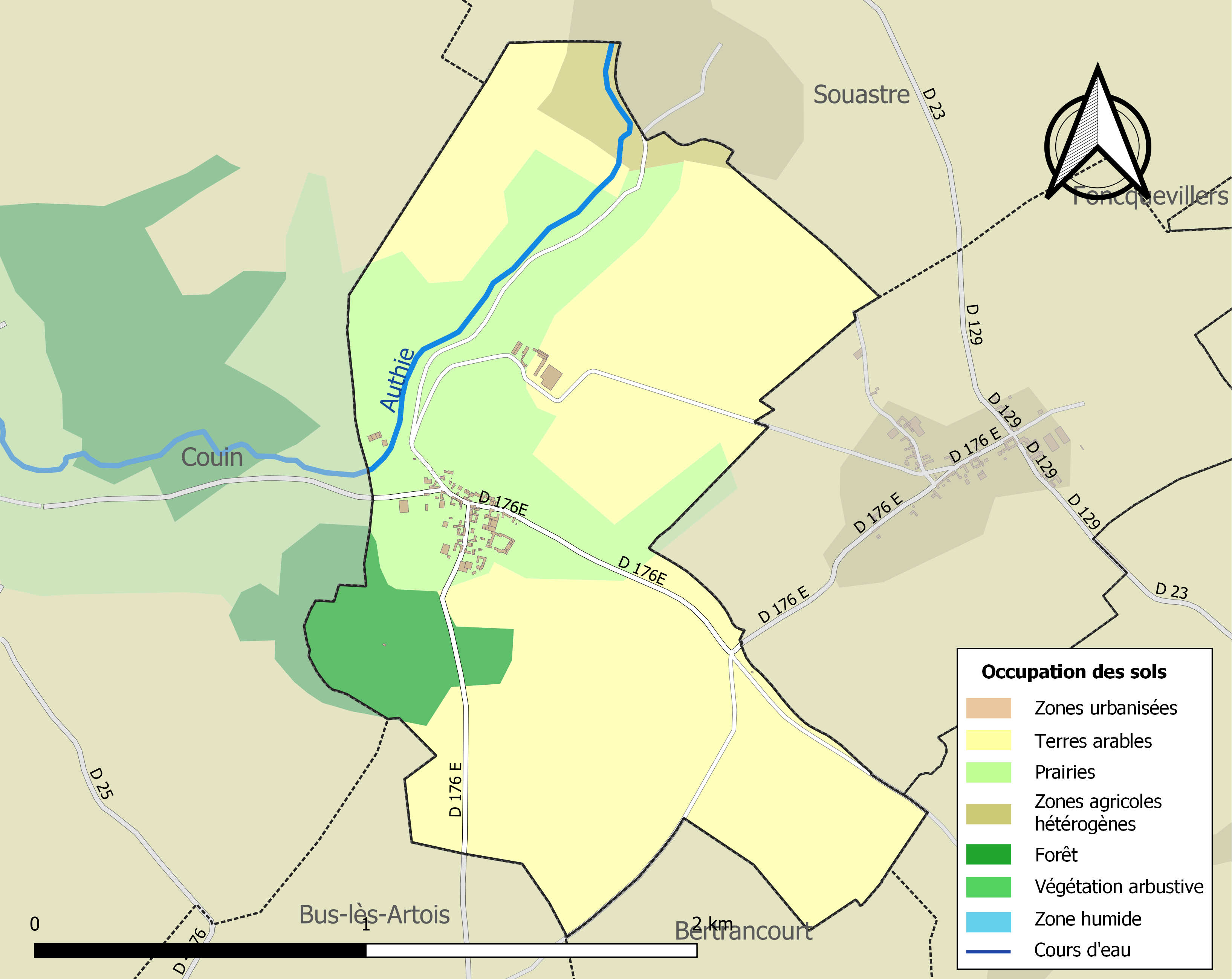
Carte des infrastructures et de l'occupation des sols de la commune en 2018 (CLC).

### Habitat
La commune présente un habitat groupé.

### Voies de communication et transports
La commune est traversée par plusieurs routes secondaires qui la relient aux communes voisines.

## Toponymie
Ainsi, on a pu relever : Coignuel (1223), Coegnel (1227), Congnuel (1301), Cagnœulle (1579), Caignœulle (1649), Coigneux (1710).
Deux hypothèses sont fournies pour l'origine du nom du village :
- Given, mot celtique signifiant blanc, allusion aux côtes marneuses et leurs crêtes blanches ;
- Cavinum, cavum, en référence à la vallée profonde creusée par l'Authie.

## Histoire

### Préhistoire
On a trouvé des haches et des pointes de flèches en silex sur le territoire communal.

### Antiquité
Autrefois au cœur du pays des Atrébates, des fragments de tuiles romaines ont été mis au jour dans la commune.

### Moyen Âge
En mai 1223, l'évêque Geoffroy mentionne Gilles de Coignuel comme vavasseur.
À l'époque féodale, un château fort existe à la ferme du Rossignol. Ses souterrains sont encore visibles en 1899.

### Époque moderne
Bois-Bataille, Montagne des Meurtris, Bois Brûlé sont des lieudits qui attestent des combats qu'eut à subir la localité au cours des affrontements liés à la proximité de l'Artois, occupé par les Espagnols.

### Époque contemporaine
Par arrêté préfectoral du 27 décembre 2016, la commune est détachée le 1er janvier 2017 de l'arrondissement d'Amiens pour intégrer l'arrondissement de Péronne.

## Politique et administration
| Période                                  | Période                   | Identité       | Étiquette | Qualité                                                           |
| ---------------------------------------- | ------------------------- | -------------- | --------- | ----------------------------------------------------------------- |
| Les données manquantes sont à compléter. |                           |                |           |                                                                   |
| mars 2001                                | 2008                      | Jacques Ponce  |           |                                                                   |
| mars 2008                                | mai 2020                  | Maurice Deruit |           | Retraité agricole                                                 |
| mai 2020                                 | En cours (au 24 mai 2020) | Alain Laignel  |           | Chef de service retraité dans un établissement psycho-pédagogique |

## Population et société

### Démographie
L'évolution du nombre d'habitants est connue à travers les recensements de la population effectués dans la commune depuis 1793. Pour les communes de moins de 10 000 habitants, une enquête de recensement portant sur toute la population est réalisée tous les cinq ans, les populations de référence des années intermédiaires étant quant à elles estimées par interpolation ou extrapolation. Pour la commune, le premier recensement exhaustif entrant dans le cadre du nouveau dispositif a été réalisé en 2008.

En 2022, la commune comptait 49 habitants, en stagnation par rapport à 2016 (Somme : −1,26 %, France hors Mayotte : +2,11 %).
| 1793 | 1800 | 1806 | 1821 | 1831 | 1836 | 1841 | 1846 | 1851 |
| ---- | ---- | ---- | ---- | ---- | ---- | ---- | ---- | ---- |
| 235  | 153  | 198  | 197  | 203  | 226  | 193  | 185  | 208  |

| 1856 | 1861 | 1866 | 1872 | 1876 | 1881 | 1886 | 1891 | 1896 |
| ---- | ---- | ---- | ---- | ---- | ---- | ---- | ---- | ---- |
| 165  | 181  | 190  | 172  | 172  | 177  | 179  | 173  | 186  |

| 1901 | 1906 | 1911 | 1921 | 1926 | 1931 | 1936 | 1946 | 1954 |
| ---- | ---- | ---- | ---- | ---- | ---- | ---- | ---- | ---- |
| 193  | 141  | 138  | 129  | 129  | 117  | 111  | 102  | 94   |

| 1962 | 1968 | 1975 | 1982 | 1990 | 1999 | 2006 | 2008 | 2013 |
| ---- | ---- | ---- | ---- | ---- | ---- | ---- | ---- | ---- |
| 91   | 86   | 71   | 64   | 56   | 50   | 47   | 46   | 51   |

| 2018 | 2022 | - | - | - | - | - | - | - |
| ---- | ---- | - | - | - | - | - | - | - |
| 49   | 49   | - | - | - | - | - | - | - |

### Enseignement
La commune adhère au S.I.S.C.O. (syndicat intercommunal scolaire) des Sources de l'Authie qui regroupe les communes d'Authie, Bus-lès-Artois, Coigneux, Louvencourt, Saint-Léger-lès-Authie, Thièvres, Vauchelles-lès-Authie.

## Économie

### Activités économiques et de services
L'activité dominante de la commune reste l'agriculture.
L'activité locale repose essentiellement sur l'agriculture.

## Culture locale et patrimoine

### Lieux et monuments
Église Saint-Géry, reconstruite en briques entre 1928 et 1931 sur l'emplacement de l'ancienne église détruite. L'édifice précédent en craie, a été rebâti en 1774, sous la forme d'un vaisseau unique avec un clocher en charpente et une abside à trois pans. Il possédait notamment une plaque commémorative du baron Jean-Baptiste Alexandre Cavrois.
En juillet 1916, l'explosion d'un dépôt de munitions disposé tout proche souffla l'église ainsi que l'école-mairie.
Les trois édifices furent rebâtis après guerre selon le même agencement. Le plan adopté par l'architecte Soussé est rectangulaire avec un mur-chevet plat portant trois baies cintrées, et un clocher campenard en façade, remplacé ensuite par une flèche en charpente couverte d'ardoises. La restauration est achevée définitivement en 1956 par la pose de vitraux financés par de fidèles donateurs du village.
Vieux tilleul : À la limite des communes de Coigneux et Couin, au centre d'une intersection, se trouve un tilleul remarquable. Selon la tradition orale, il aurait été planté vers 1660 par Henri de La Tour d'Auvergne, vicomte de Turenne et maréchal de France. Par la suite, une statuette représentant Notre-Dame de Consolation fut placée dans une niche naturelle de l'arbre.
La coutume locale voulait que la population s'y rende en procession. Les cortèges funèbres  se dirigeant vers le cimetière s'y arrêtaient sous les chants des membres du clergé.
La source de l'Authie, au lieudit de la Fontaine du Rossignol, du nom de la colline voisine. Un circuit pédestre de 9 km passe à proximité et près de l'église.

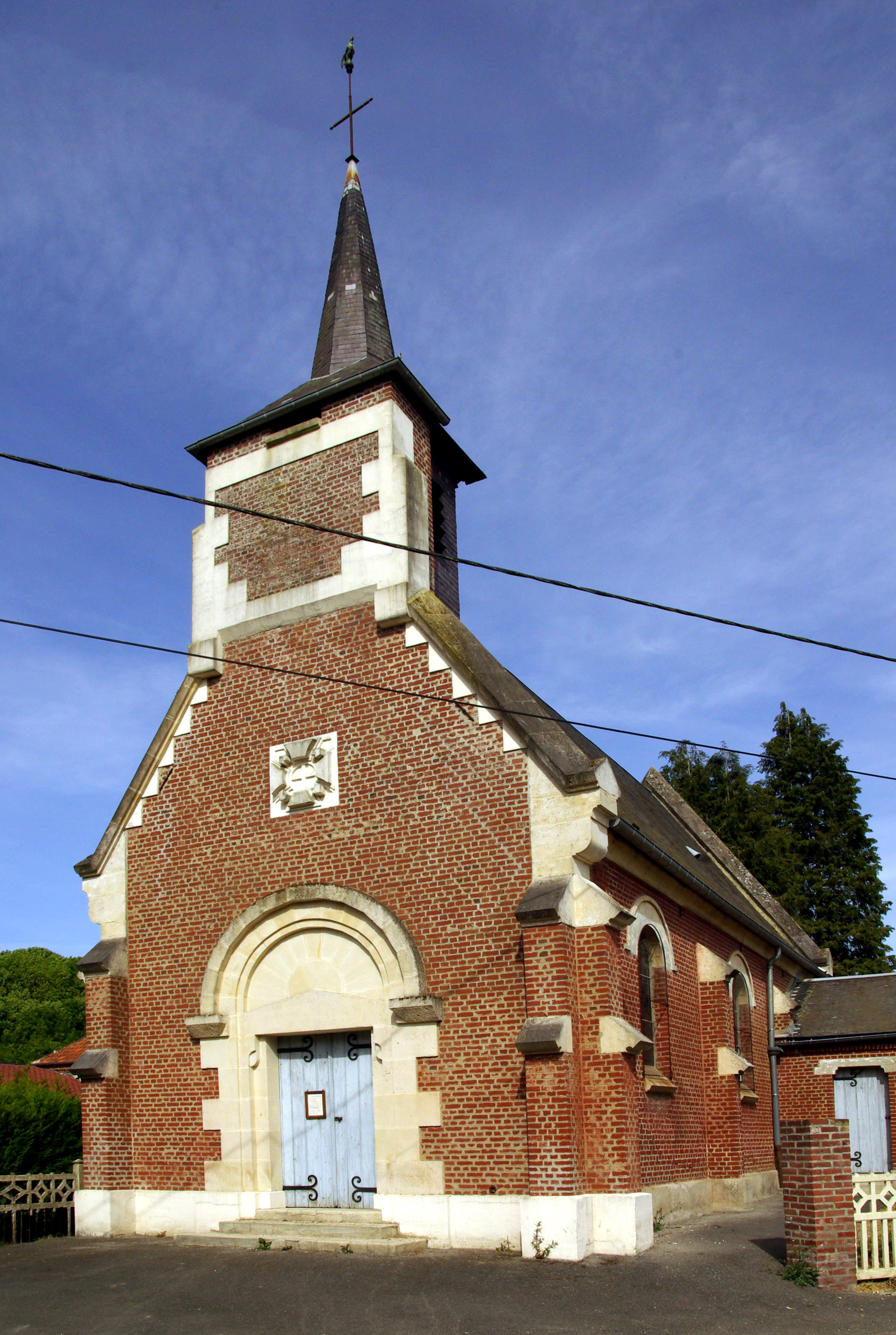
Église Saint-Géry.
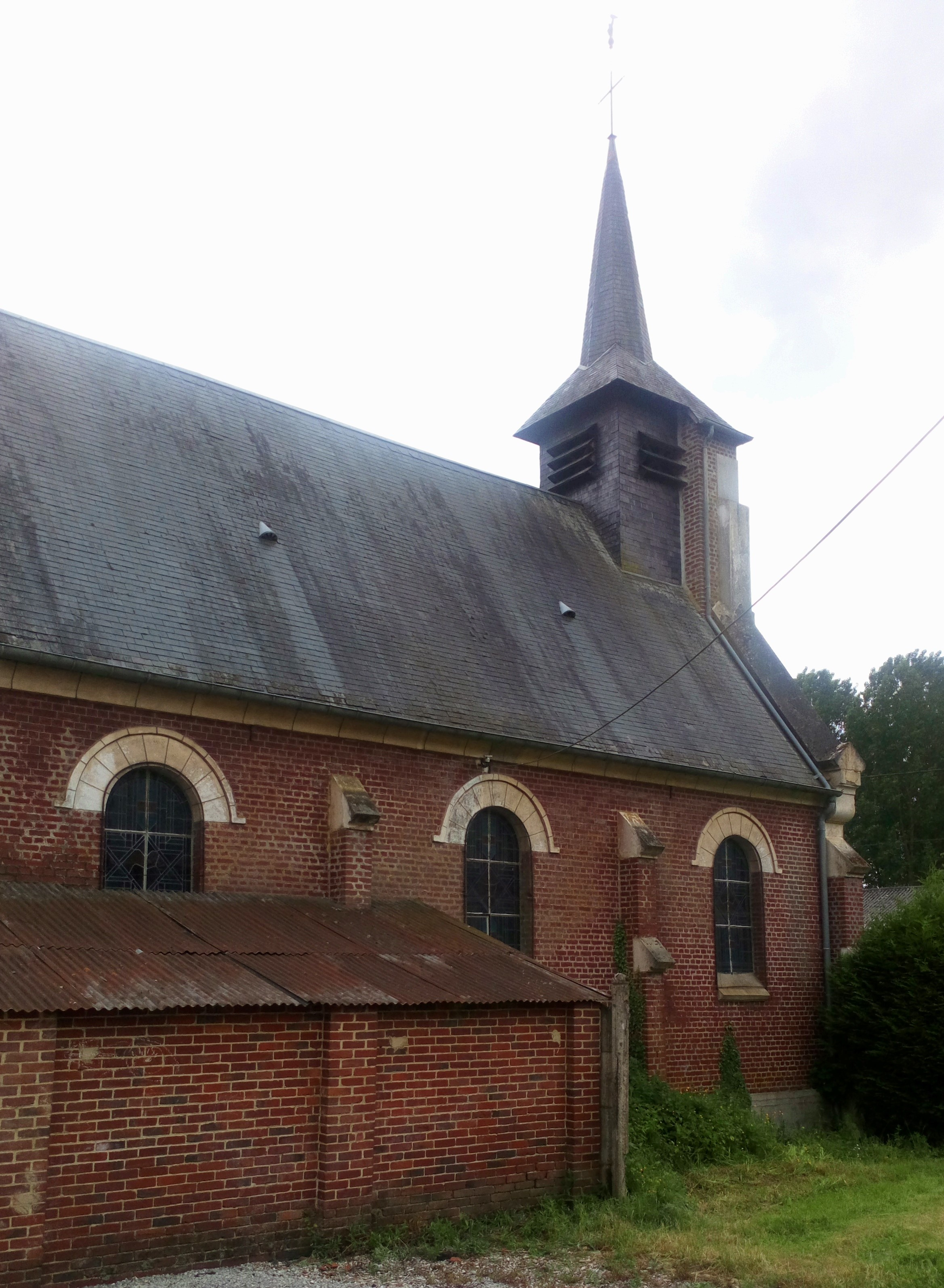
Église Saint-Géry.
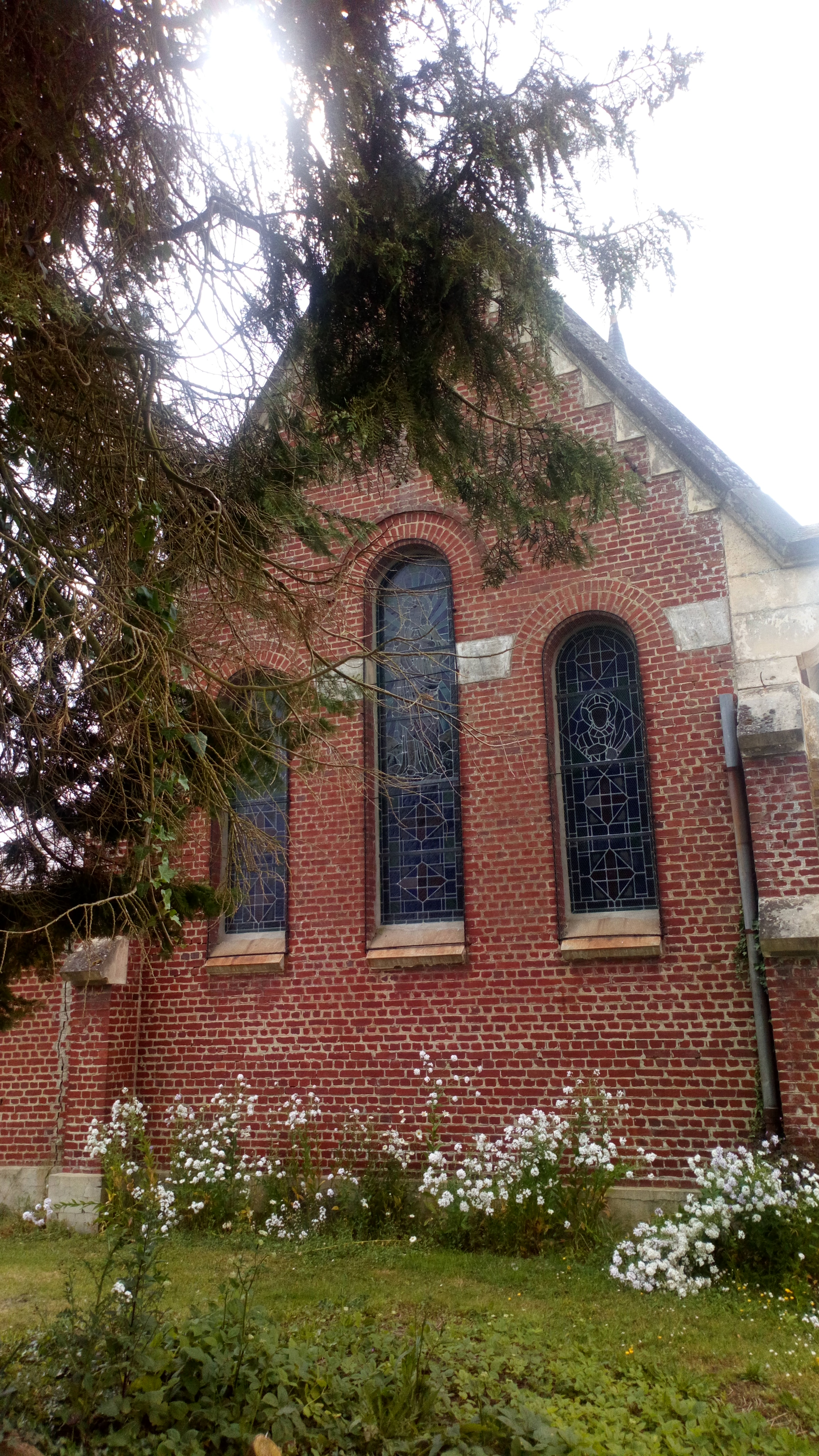
Chevet.
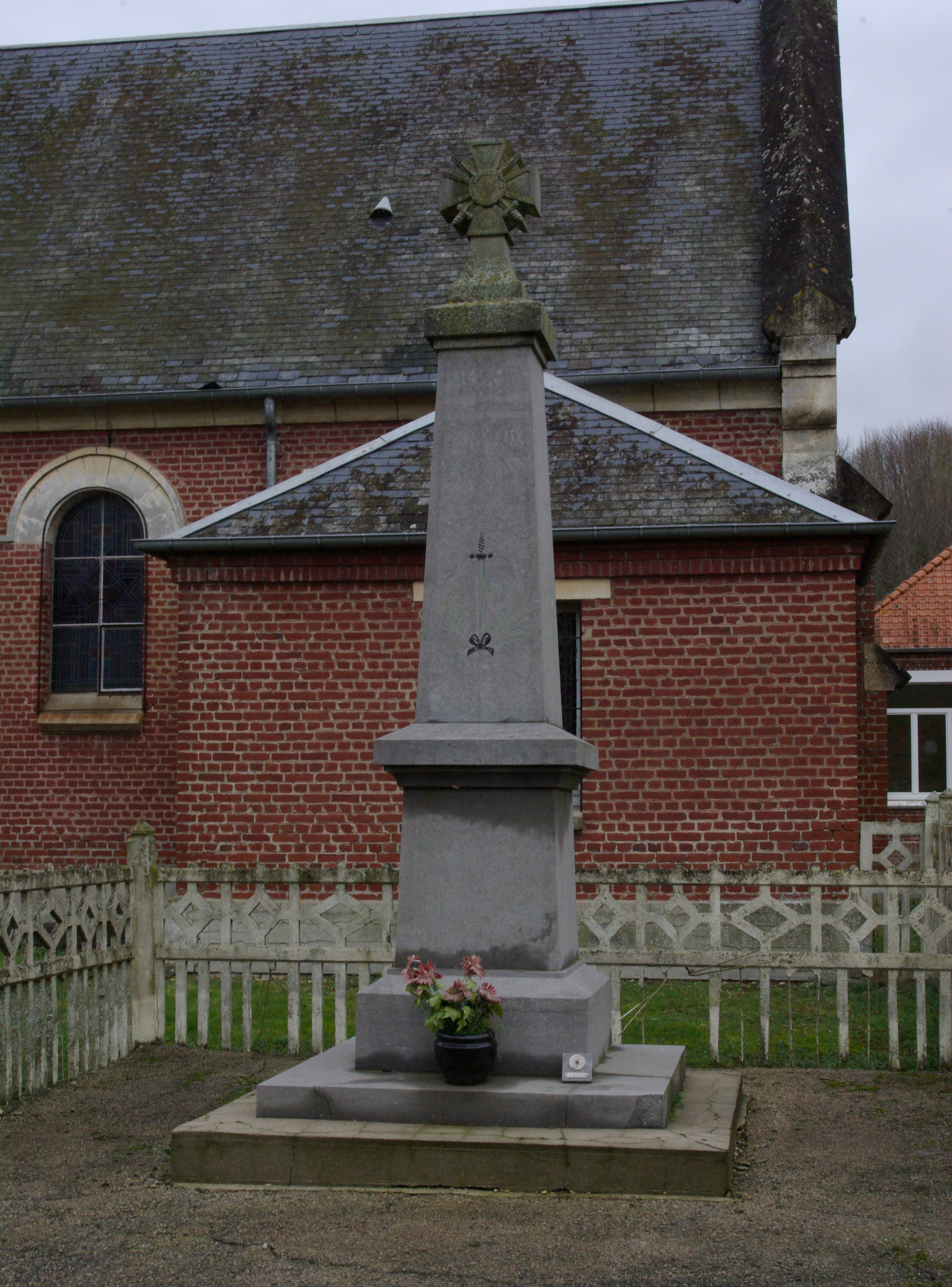
Monument aux morts.
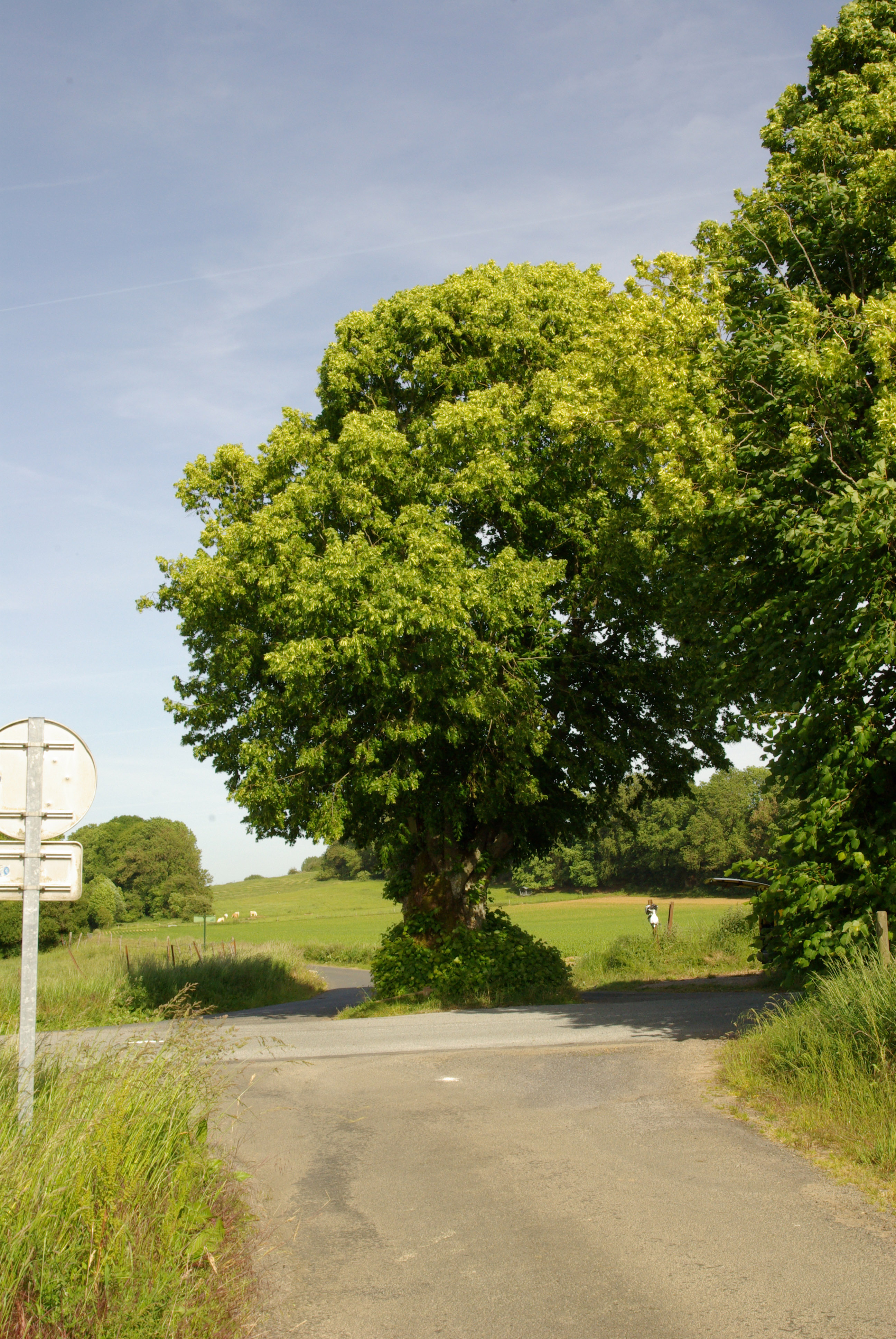
Tilleul entre Coigneux et Couin.
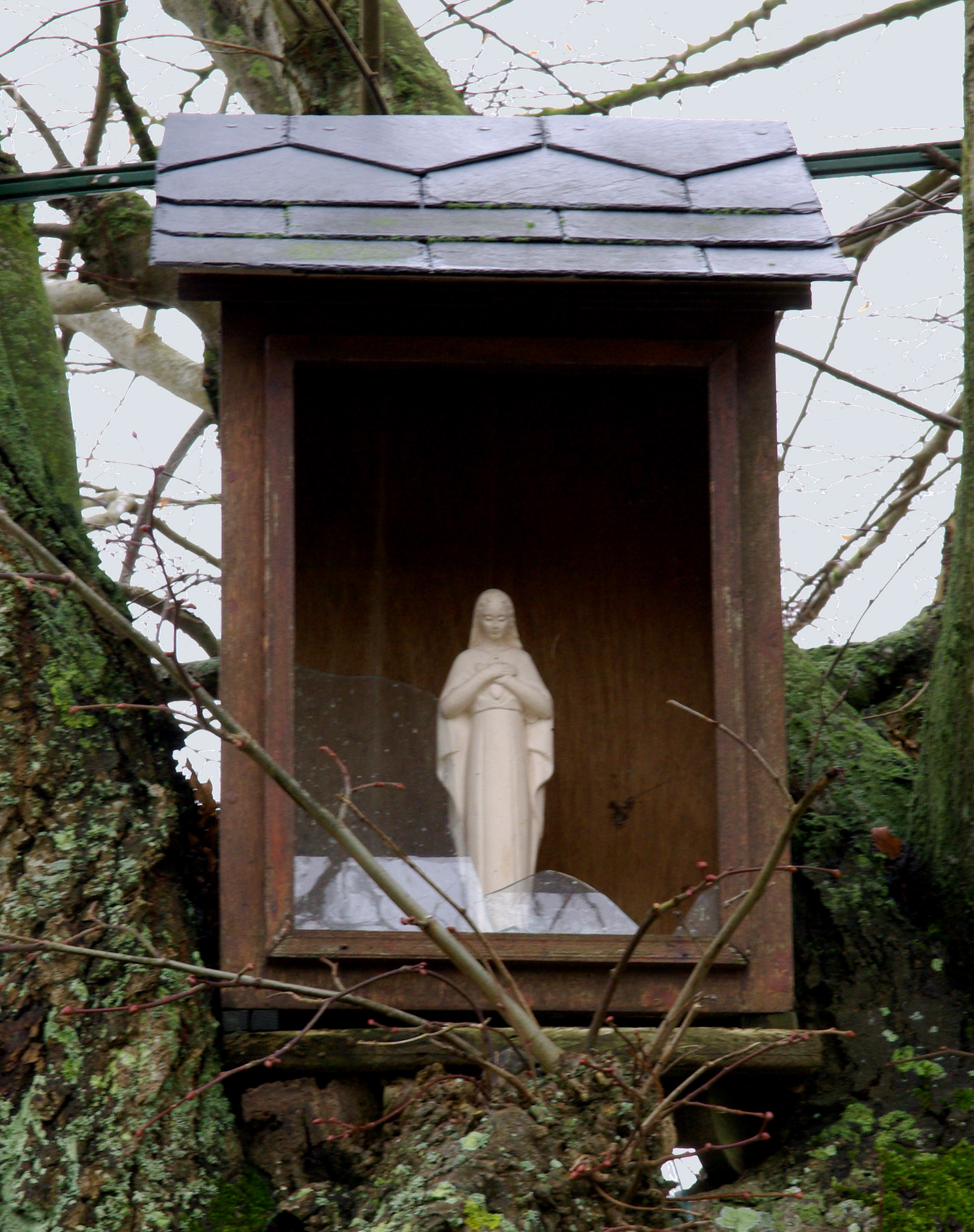
Statuette de Notre-Dame-de-la-Consolation.
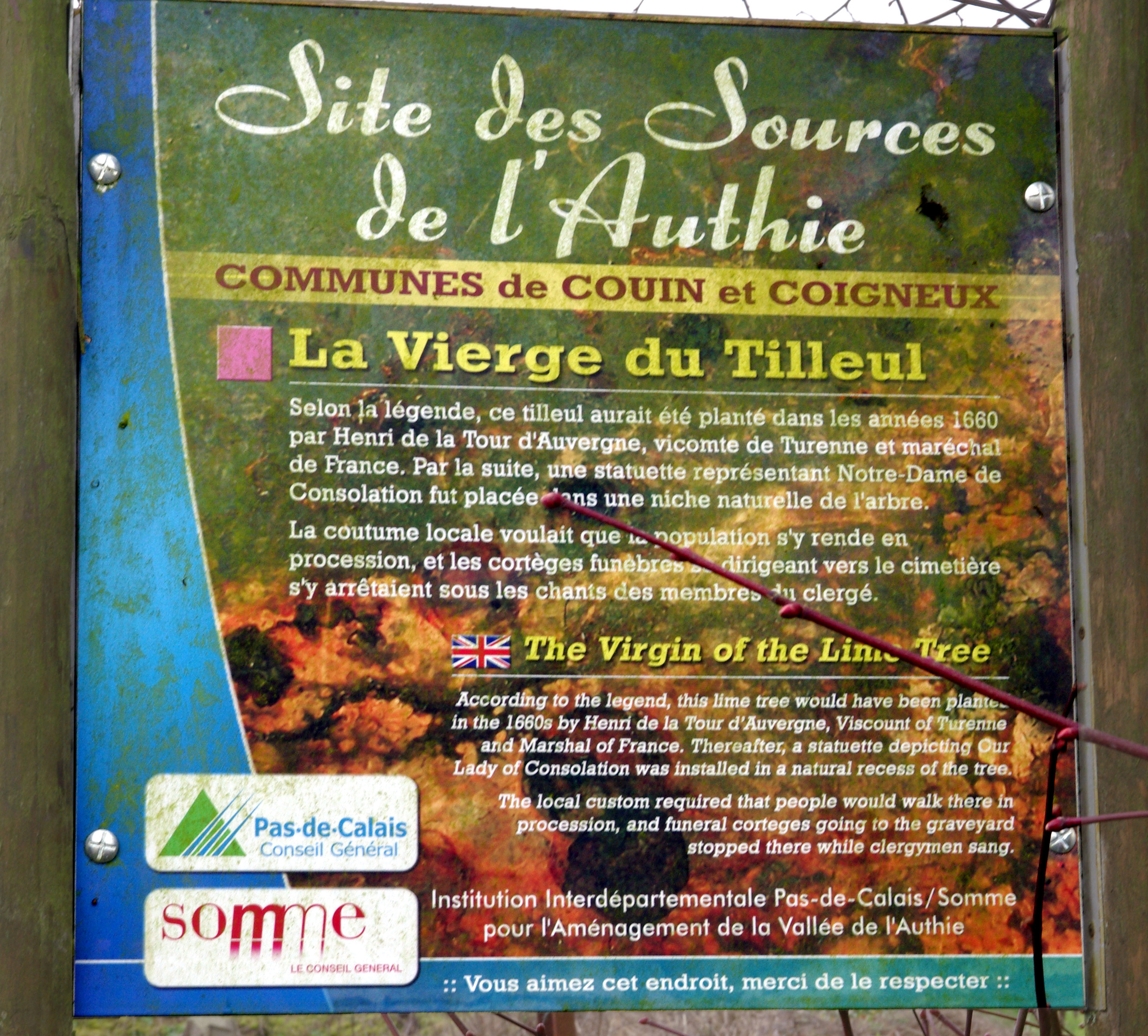
Panneau indicatif de l'histoire du tilleul.
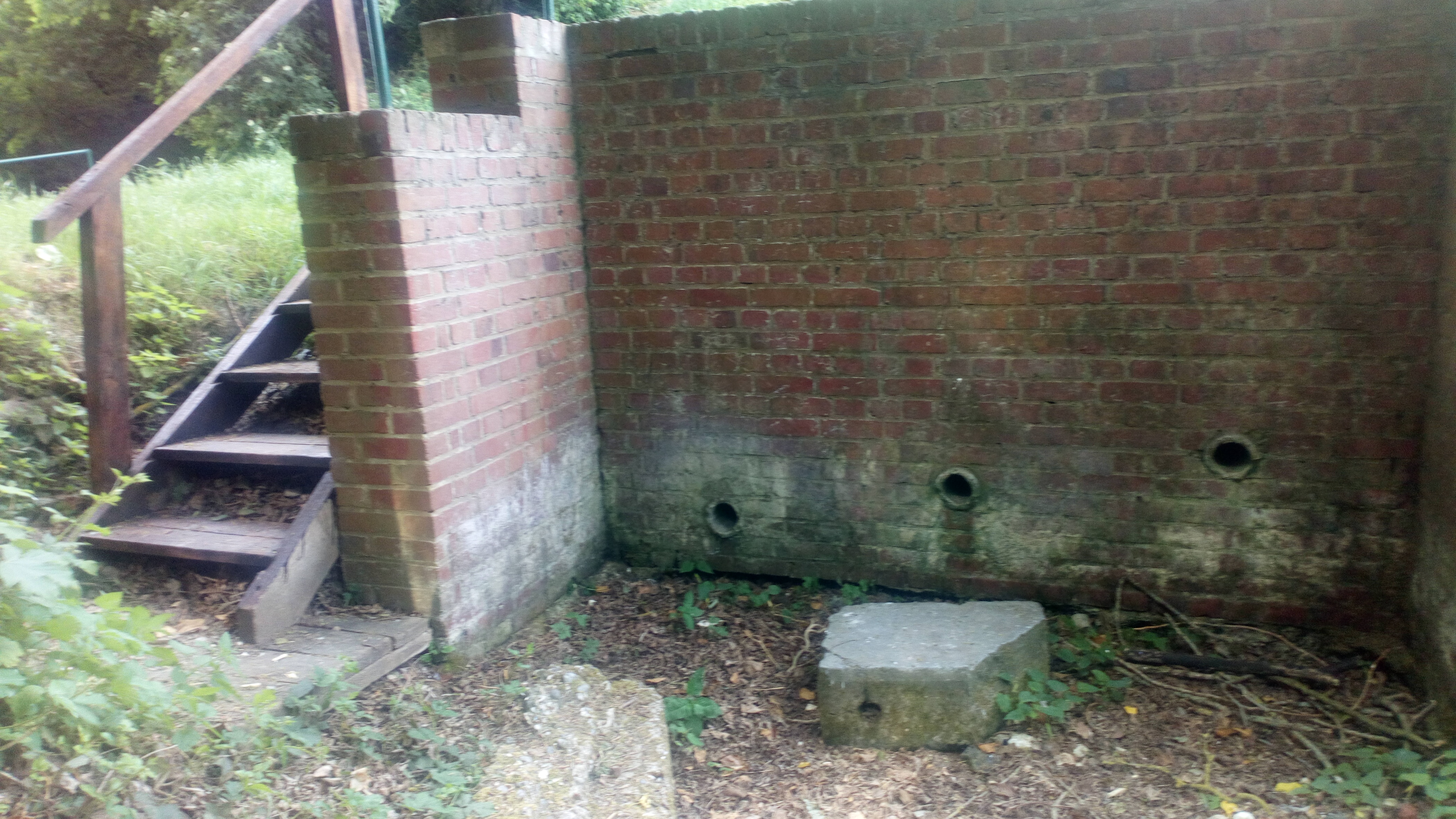
Source de l'Authie.

### Personnalités liées à la commune
- Jean-Baptiste Alexandre Cavrois, né à Coigneux le 23 janvier 1774 et mort à Versailles le 22 novembre 1820, général de brigade et baron du Premier Empire.